# Uroš Zorman
Uroš Zorman (* 9. Januar 1980 in Kranj, SR Slowenien, SFR Jugoslawien) ist ein slowenischer Handballtrainer. Als aktiver Handballspieler wurde er meist auf Rückraum Mitte eingesetzt und ist seit Juli 2016 Rekordnationalspieler der slowenischen Nationalmannschaft.

## Spielerkarriere

### Verein
Uroš Zorman begann mit dem Handballspiel bei RD Slovan Ljubljana, wo er auch seine ersten Ligaspiele bestritt. Später ging er zu Prule 67 Ljubljana, wo er 2002 das slowenische Double aus Meisterschaft und Pokal holte und sich somit ins Blickfeld ausländischer Vereine spielte. 2003 wechselte er zu Ademar León in die spanische Liga ASOBAL, kehrte aber nach nur einer Saison nach Slowenien zurück und schloss sich Serienmeister Celje Pivovarna Laško an, mit dem er die EHF Champions League 2003/04 sowie 2005 und 2006 die slowenische Meisterschaft gewann. 2006 nahm er einen neuen Anlauf in Spanien, diesmal bei BM Ciudad Real. Hier gewann er gleich in der ersten Saison die spanische Meisterschaft und die Copa ASOBAL. In der Saison 2007/2008 errang er mit Ciudad Real die Meisterschaft, den Königspokal, die Copa ASOBAL, den Supercup und die Champions League. In der Saison 2008/09 wurde er erneut mit Ciudad Real Meister und gewann im gleichen Jahr zum dritten Mal die Champions League. Anschließend kehrte er nach Celje zurück. Im Jahr 2010 wechselte Zorman zum polnischen Verein KS Kielce, mit dem er 2012, 2013, 2014, 2015, 2016, 2017 und 2018 die Meisterschaft, 2012, 2013, 2014, 2015, 2016, 2017 und 2018 den Pokal sowie 2016 die EHF Champions League gewann, letztere inzwischen zum 4. Mal mit 3 verschiedenen Vereinen.

### Nationalmannschaft
Mit der slowenischen Nationalmannschaft zog Uroš Zorman bei der Europameisterschaft 2004 im eigenen Land ins Finale ein, unterlag dort aber dem deutschen Team. Bei den Olympischen Spielen 2004 belegte er mit dem Team den elften Rang. Bei der Weltmeisterschaft 2007 in Deutschland fehlte Zorman aufgrund einer Verletzung. Bei der Europameisterschaft 2012 wurde er als bester zentraler Rückraumspieler in das „All-Star-Team“ berufen. In einem Vorbereitungsspiel vor den Olympischen Spielen 2016, bei denen Zorman mit Slowenien den 6. Platz belegte, überholte er Luka Žvižej als Rekordnationalspieler Sloweniens.

## Trainerlaufbahn
Zorman beendete im Sommer 2018 seine Spielerkarriere und wurde Co-Trainer von Talant Dujshebaev bei KS Kielce. Ab März 2019 bis März 2021 war er zusätzlich als Co-Trainer bei der slowenischen Nationalmannschaft tätig. Nach der Saison 2019/20 beendete er seine Tätigkeit bei KS Kielce. Daraufhin übernahm er das Traineramt vom slowenischen Verein RK Trimo Trebnje. Im Februar 2022 übernahm Zorman zusätzlich das Traineramt der slowenischen Nationalmannschaft. Seit Sommer 2024 ist er neben der Tätigkeit beim slowenischen Verband auch Cheftrainer seines Heimatvereins RD Slovan Ljubljana. Mit Ljubljana gewann er 2025 die slowenische Meisterschaft.